# Brunbröstad sånghöna
Brunbröstad sånghöna (Arborophila brunneopectus) är en fågel i familjen fasanfåglar inom ordningen hönsfåglar.

## Utseende
Brunbröstad sånghöna är en 26–29 cm lång rapphöneliknande jordfärgad fågel med svart strupe och vita kinder. Arten är mest lik vitkindad sånghöna, men har längre och mycket bredare vitt ögonbrynsstreck som sträcker sig ner mot halsen samt en röd bar hudfläck runt ögat. Den tunna mörka tvärbandningen på ryggen är inte lika tydlig som den svartkantade vita fjällningen på flankerna.

## Utbredning och systematik
Brunbröstad sånghöna förekommer i kontinentala Sydostasien. Den delas in i tre underarter med följande utbredning:
- Arborophila brunneopectus brunneopectus – förekommer i  sydvästra Kina (sydvästra Yunnan) till östra Myanmar, norra Laos och västra Thailand
- Arborophila brunneopectus henrici – förekommer i  norra och centrala Vietnam
- Arborophila brunneopectus albigula – förekommer i  södra och centrala Vietnam

## Levnadssätt
Brunbröstad sånghöna hittas i skogsområden upp till 1350 meters höjd, ibland ända upp till 1850 meter, ofta i torrare områden än andra sånghöns. Födan är okänd, men har noterats födosöka bland torra löv på marken i grupper om fyra till nio fåglar. Enda bofyndet är från början av juni i Myanmar, då fyra vita ägg hittats i en uppskrapad grop fodrad med bambublad och gräs.

## Status och hot
Arten har ett stort utbredningsområde och en stor population, men tros minska i antal, dock inte tillräckligt kraftigt för att den ska betraktas som hotad. Internationella naturvårdsunionen IUCN listar därför arten som livskraftig (LC).

## Taxonomi och namn
Brunbröstad sånghöna beskrevs taxonomiskt först av den engelske zoologen Edward Blyth 1855. Dess vetenskapliga artnamn brunneopectus betyder just "brunbröstad".

## Bilder

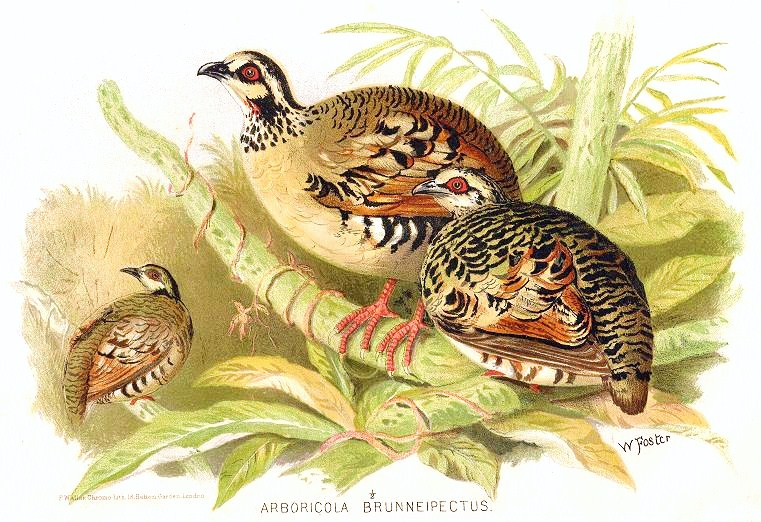